# Tegoribates subniger
Tegoribates subniger är en kvalsterart som beskrevs av Ewing 1917. Tegoribates subniger ingår i släktet Tegoribates och familjen Tegoribatidae. Inga underarter finns listade i Catalogue of Life.